# Duwan (Baszkortostan)
Duwan (ros. Дуван) – wieś (sieło) w Rosji, w Baszkortostanie, w rejonie duwańskim. W 2010 liczyła 3669 mieszkańców.